# Cama-roja vera
La cama-roja vera, paradella conglomerada o cama-roja bona (Rumex conglomeratus) és una planta de la família de les poligonàcies.

## Etimologia
- Rumex: prové de la paraula llatina d'anomenar a les paradelles. Esdevé de l'accadi samaku (abocar, brollar), que posteriorment va donar lloc a la paraula hebrea romak (javelina, arpó).[2]
- conglomeratus: és el participi del verb llatí conglomerare (concentrar, apilar, acumular), que deriva de com- (amb, junt) i glomerare (reunir o agrupar en una pila o conjunt), que alhora esdevé de glomus, genitiu de glomeris (floc, volva, brossa, cos format per flocs o volves).[3]

## Noms vernacles
espantallops, llengua de bou, llengües de bou (C), paradella, pradella, pradelles (C), romàs, romàs roig (PV), agrelles de sapo (PV), asparaella (PV), esparadella, panadella (B) i paraella (PV).

## Descripció
Hemicriptòfit perenne i hermafrodita amb tiges erectes de 30-80 cm. Les fulles basals tenen un pecíol de fins a 10 cm i limbe de fins a 15 x 4,5 cm, d'estretament ovat a oblong, generalment obtús, arredonit en la base, crispat i finament papilós al marge i sobre els nervis. Les òcrees es desfan al final, i són marrons, almenys a la base. Les flors estan reunides en cimes pseudoverticilades, formant raïms espiciformes simples o ramificats. Els pedicels són gruixuts i articulats cap a la base. Les peces periantials externes fan 1,2-1,5 mm, i són estretament el·líptiques a oblongues, obtuses i verdoses. Les valves mesuren 2-3,5 x 0,9-1,5 mm, estretament triangulars, de marge sencer, amb nervació reticulada i una mica coriàcies, amb un tubercle dorsal generalment molt desenvolupat. Tots els tubercles són iguals. El fruit és un aqueni de 1,5-2 x 1-1,3 mm, llis i de color marró fosc o negre. Floreix d'abril a l'agost (inclús novembre). El seu nombre cromosòmic és 2n = 20.

## Hàbitat i distribució
Habita vernedes i altres boscs caducifolis humits, amb predominança de xops blancs i freixe d'olor, i contrades orientals humides, on dominen els gal·lers, alzines o roure cerrioide. També apareix a les vores de cursos d'aigua, séquies, pastures, i fins i tot en camps molt irrigats i els seus marges, és a dir, a llocs una mica humits parcialment alterats. Sempre en sòls rics en nitrogen fins a 1000 msnm.
Creix a tot Europa, excepte l'extrem nord i al centre i oest d'Àsia, nord d'Àfrica. S'ha naturalitzat àmpliament i en l'actualitat presenta una distribució subcosmopolita. Es troba a tota la Península Ibèrica. Als Països Catalans es pot trobar als Pirineus orientals, muntanyes olositàniques, a tot Sistema Mediterrani Català i a la Diània. Pel centre del País Valencià i a l'illa de Mallorca, poden trobar-se poblacions discretes.

## Biologia
S'ha documentat que pot ser sensible a alguns fongs (Helotium consobrinum, Puccinia phragmitis, Ramularia rubella i Uromyces rumicis) i a certs insectes (Aphalara polygoni, Aphis nasturtii i Apion frumentarium).

## Usos
S'ha usat tradicionalment per curar ferides infectades, erupcions cutànies, diarrees i trastorns de les vies urinàries, ja que presenta propietats antiinflamatòries, antisèptiques, astringents, cicatritzants i purgants. A més, les fulles tendres eres collides a la primavera i consumides fresques en amanida o com a verdures en potatges i guisats. La planta s'utilitza per a tenyir la llana, s'utilitza quatre vegades el pes de la planta respecte de la llana, o si s'utilitza l'arrel només la meitat en pes respecte de la llana, emprant com a mordent clorur d'estany s'obté una coloració groga, si s'empra alum el color és canyella, si es tracta la llana amb bicromat potàssic s'obté un color marró rogenc, i si després de la tinció s'afegeix sulfat de coure o de ferro el color és més fosc.

## Toxicitat
La presència d'oxalats pot originar enverinaments per hipocalcèmia si es consumeix en grans quantitats. El pol·len és al·lergogen, com la resta de les espècies del gènere. No han de consumir aquesta planta durant l'embaràs i les persones amb tendència formar càlculs renals o vesiculars.

## Galeria

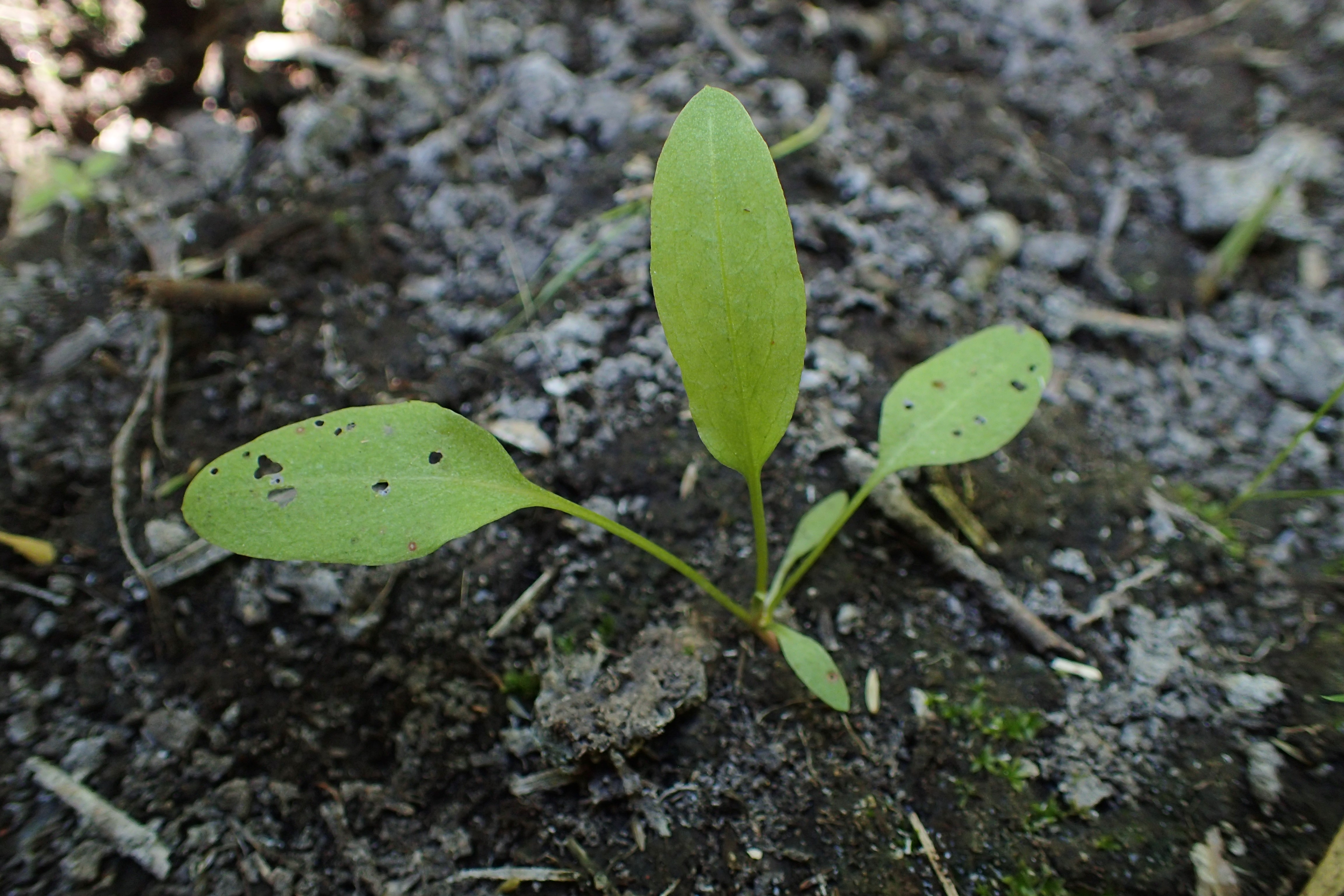
Plàntula (cotiledons i primeres fulles vertaderes)
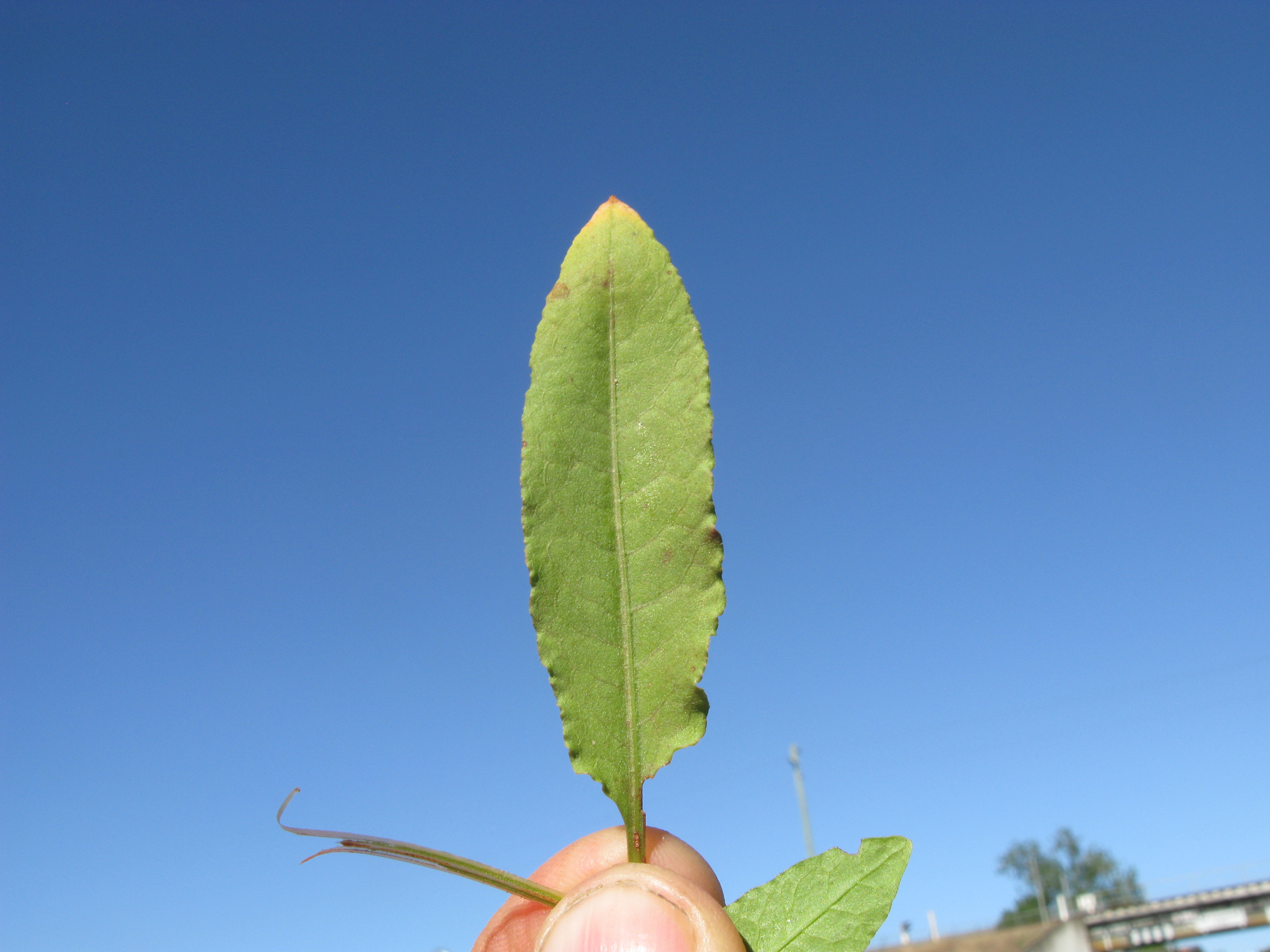
Fulla (anvers)
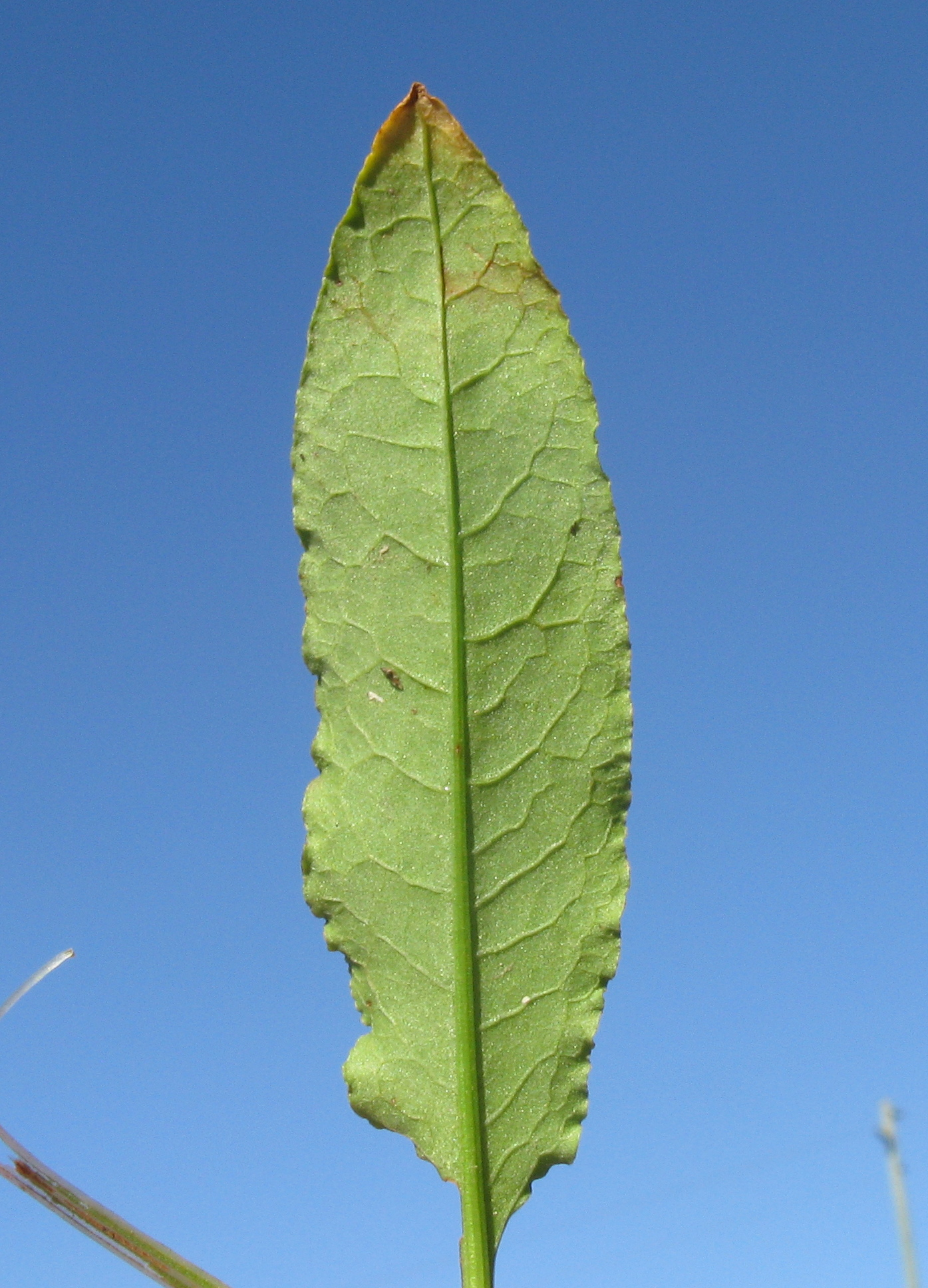
Fulla (revers)
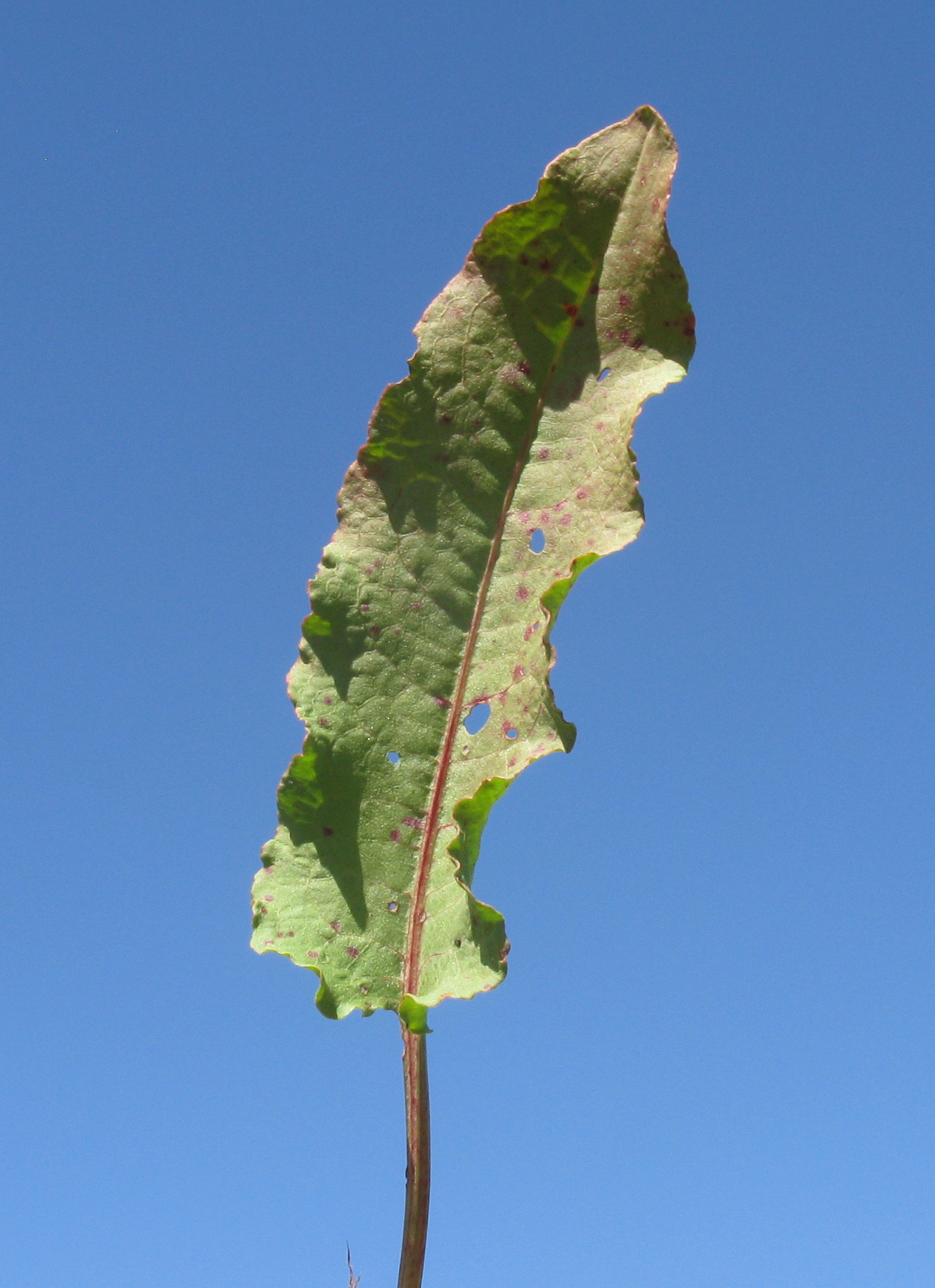
Fulla crispada
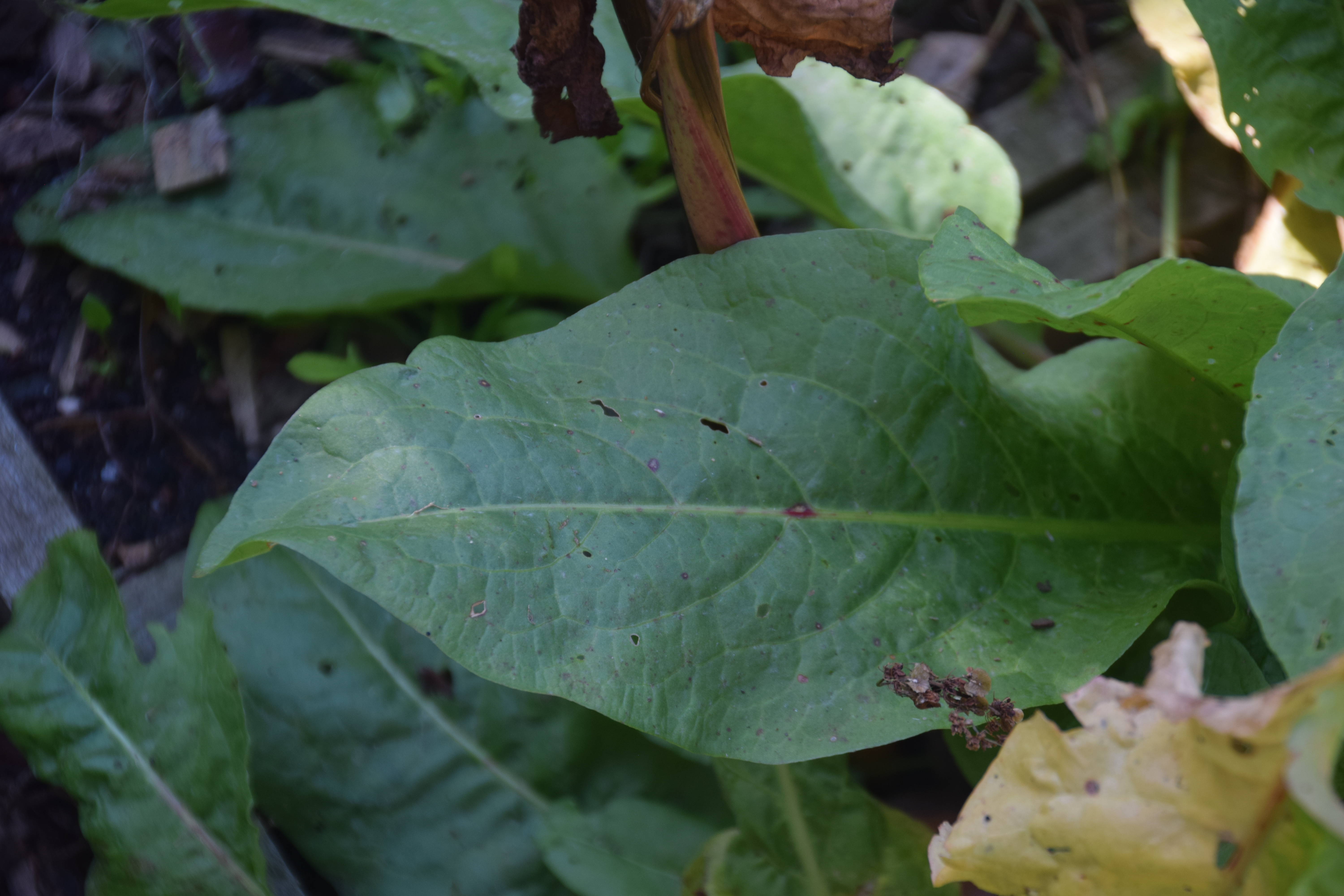
Fulla basal
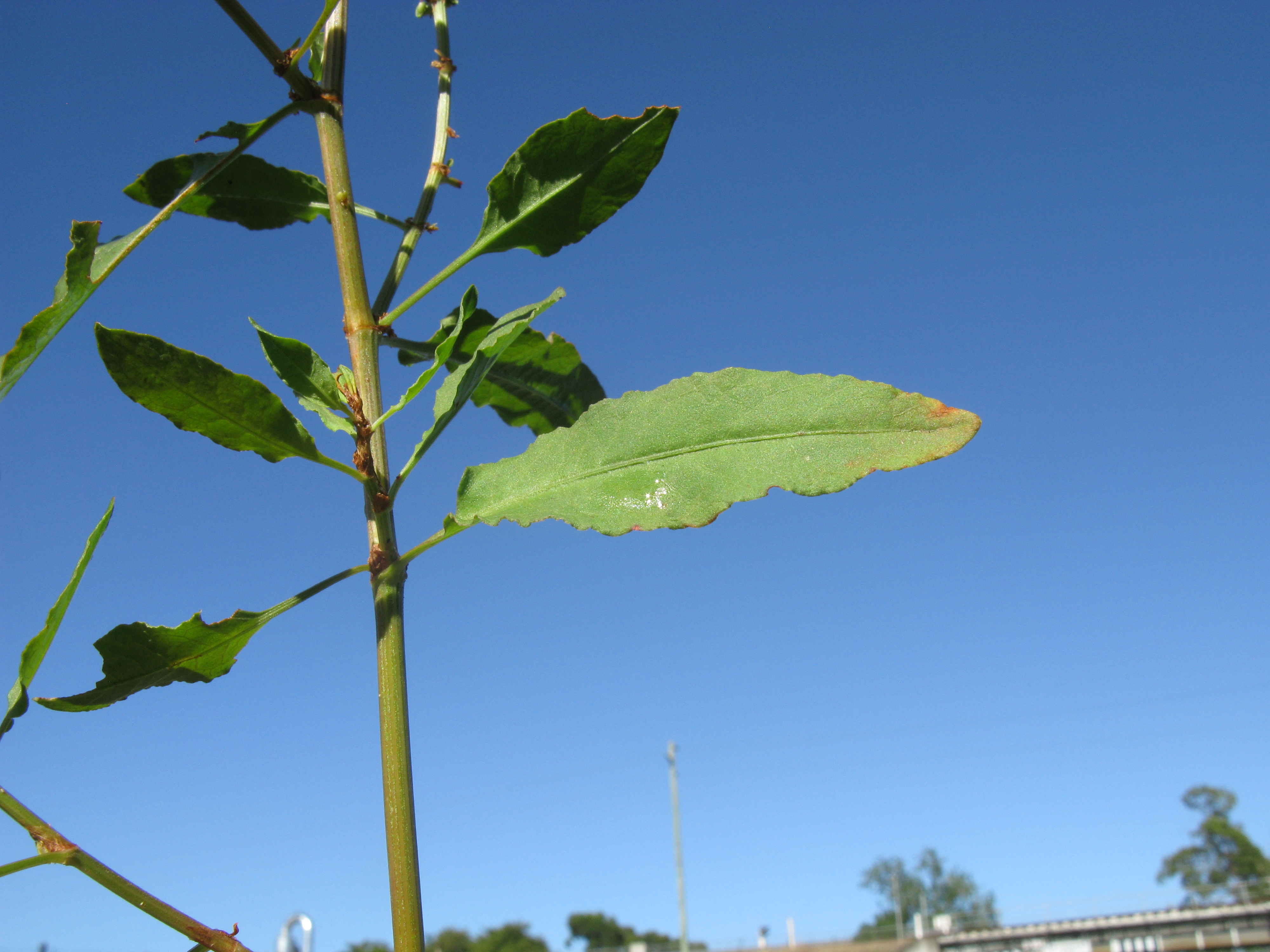
Fulla caulinar
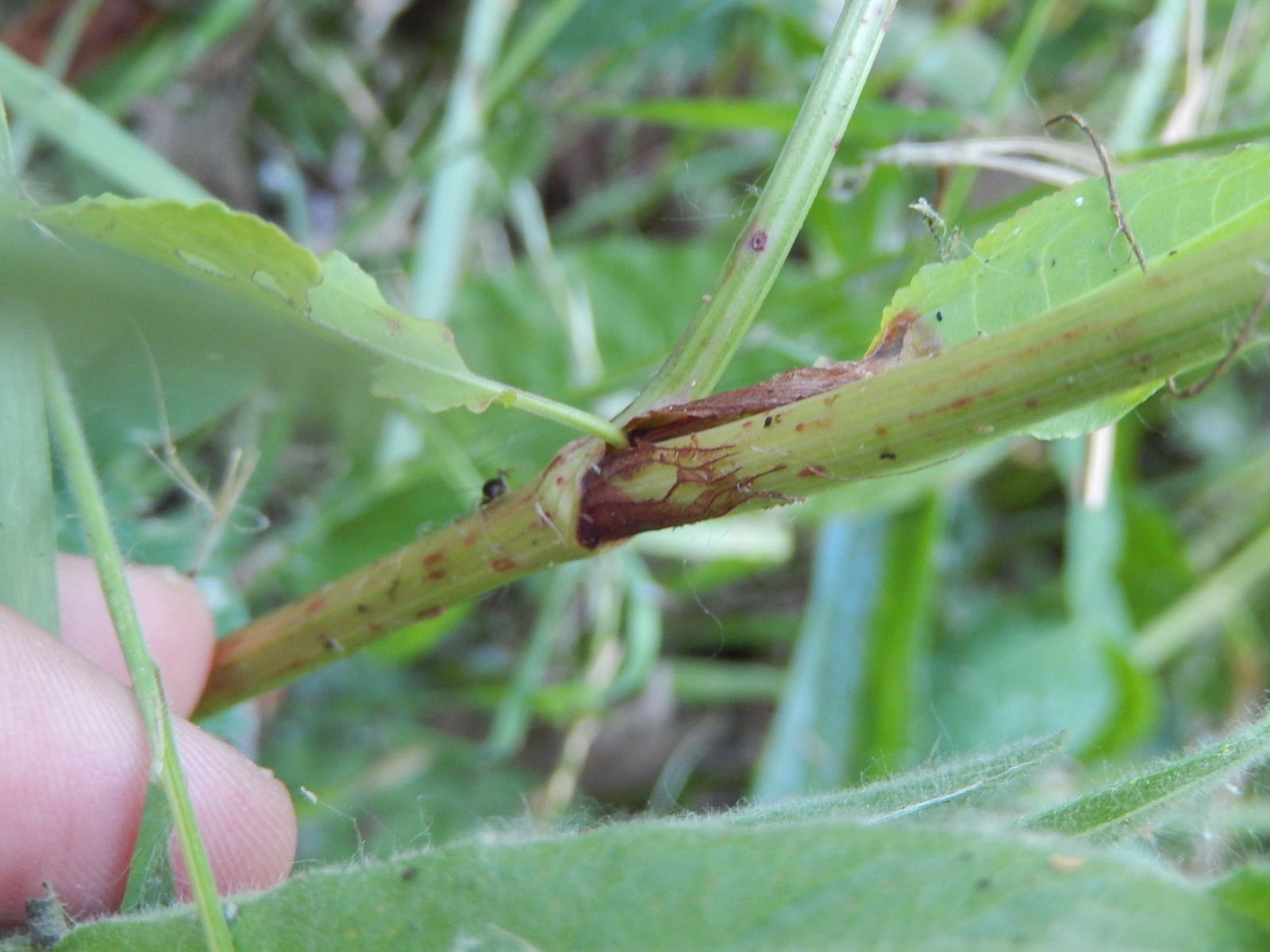
Òcrea
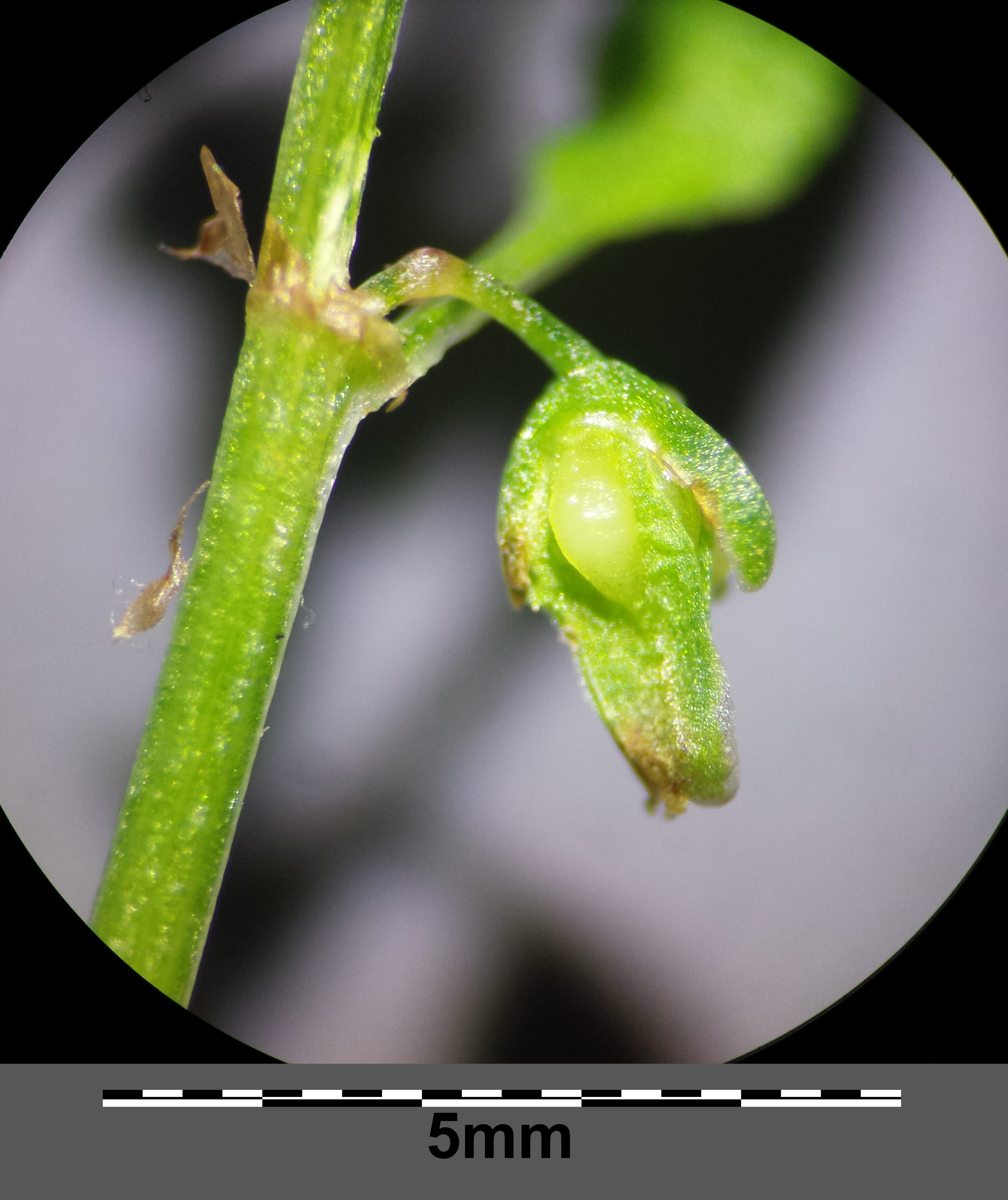
Flor (pedicel articulat)
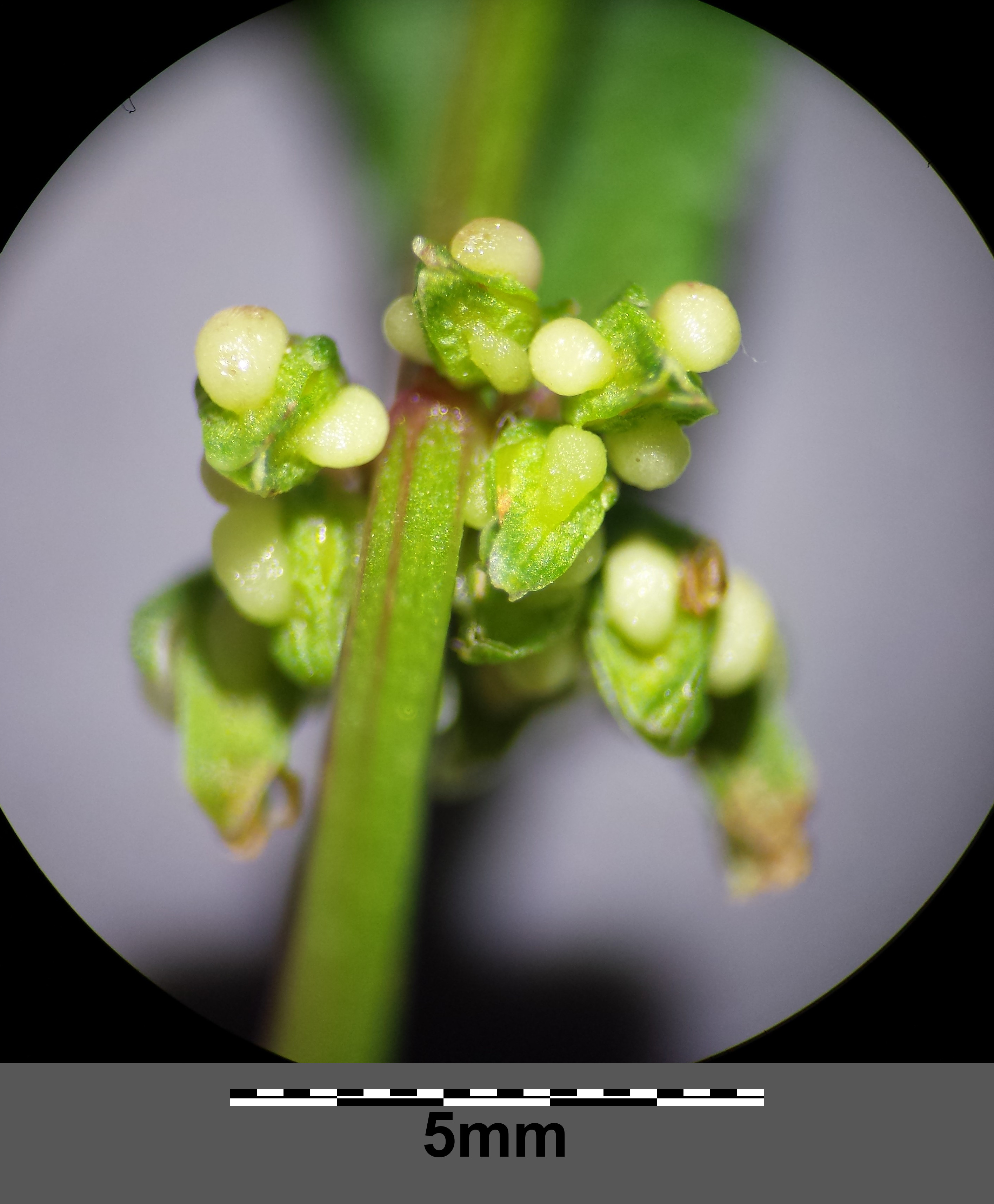
Pseudoverticil
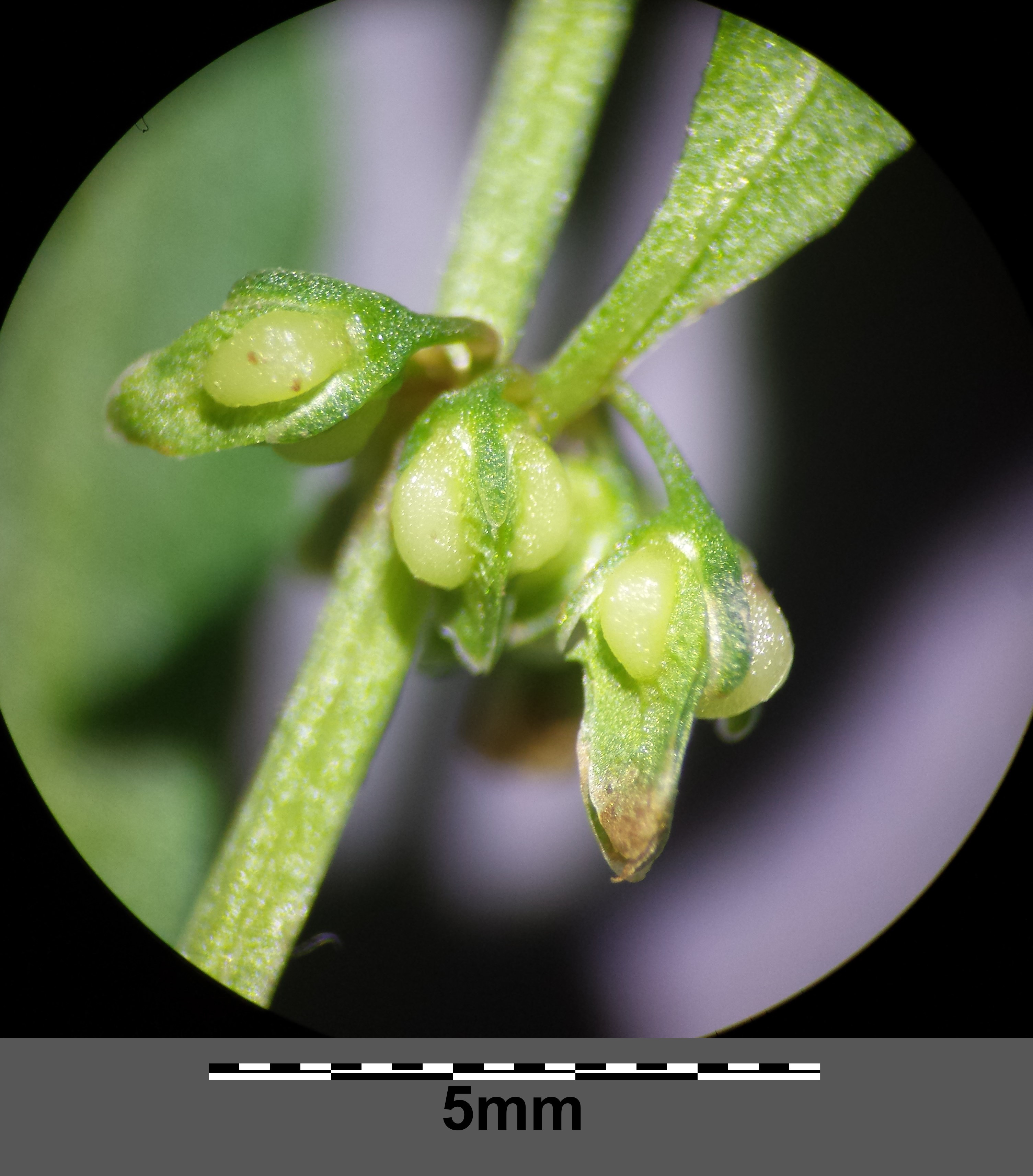
Pseudoverticil
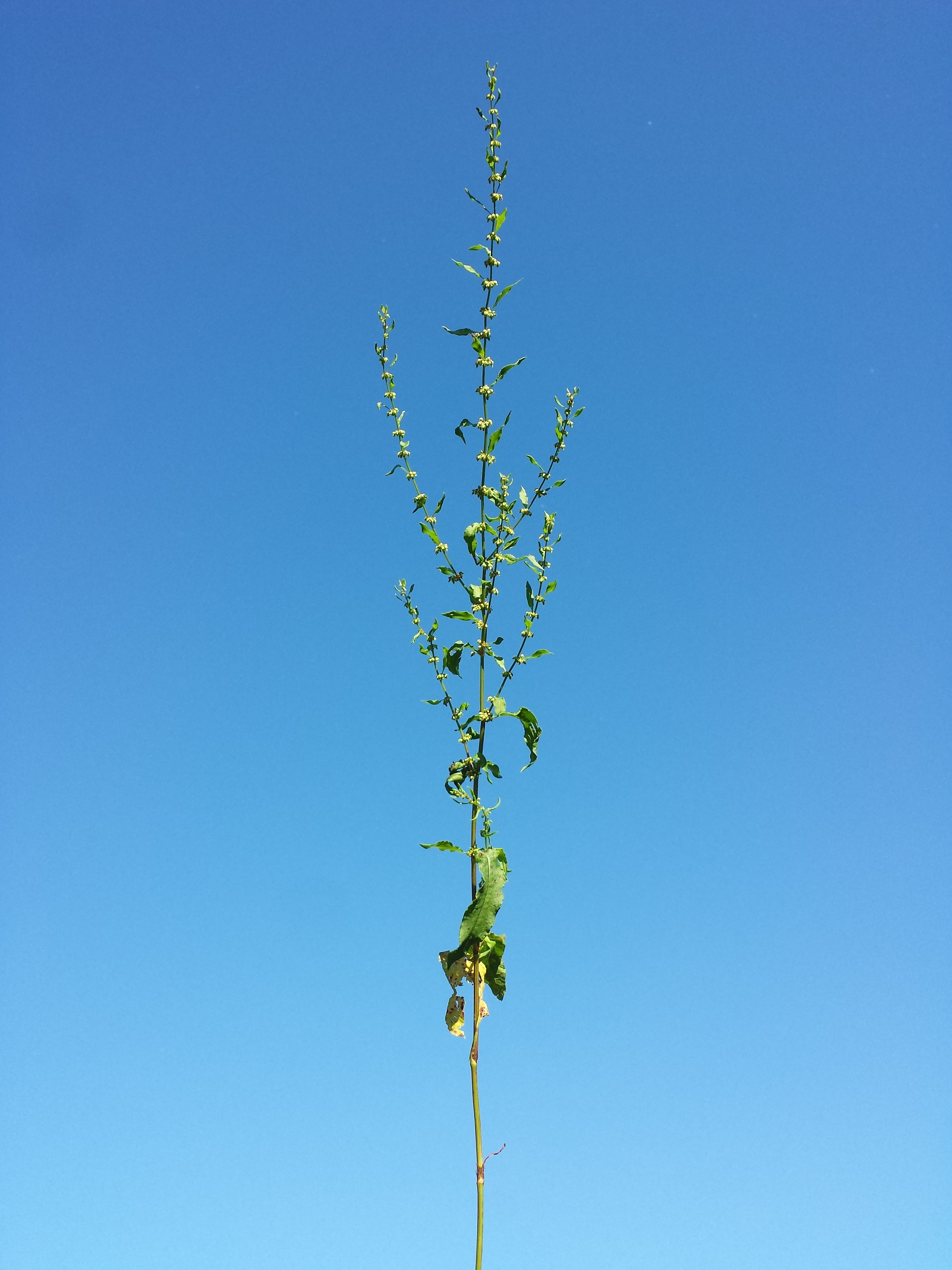
Inflorescència (cima)
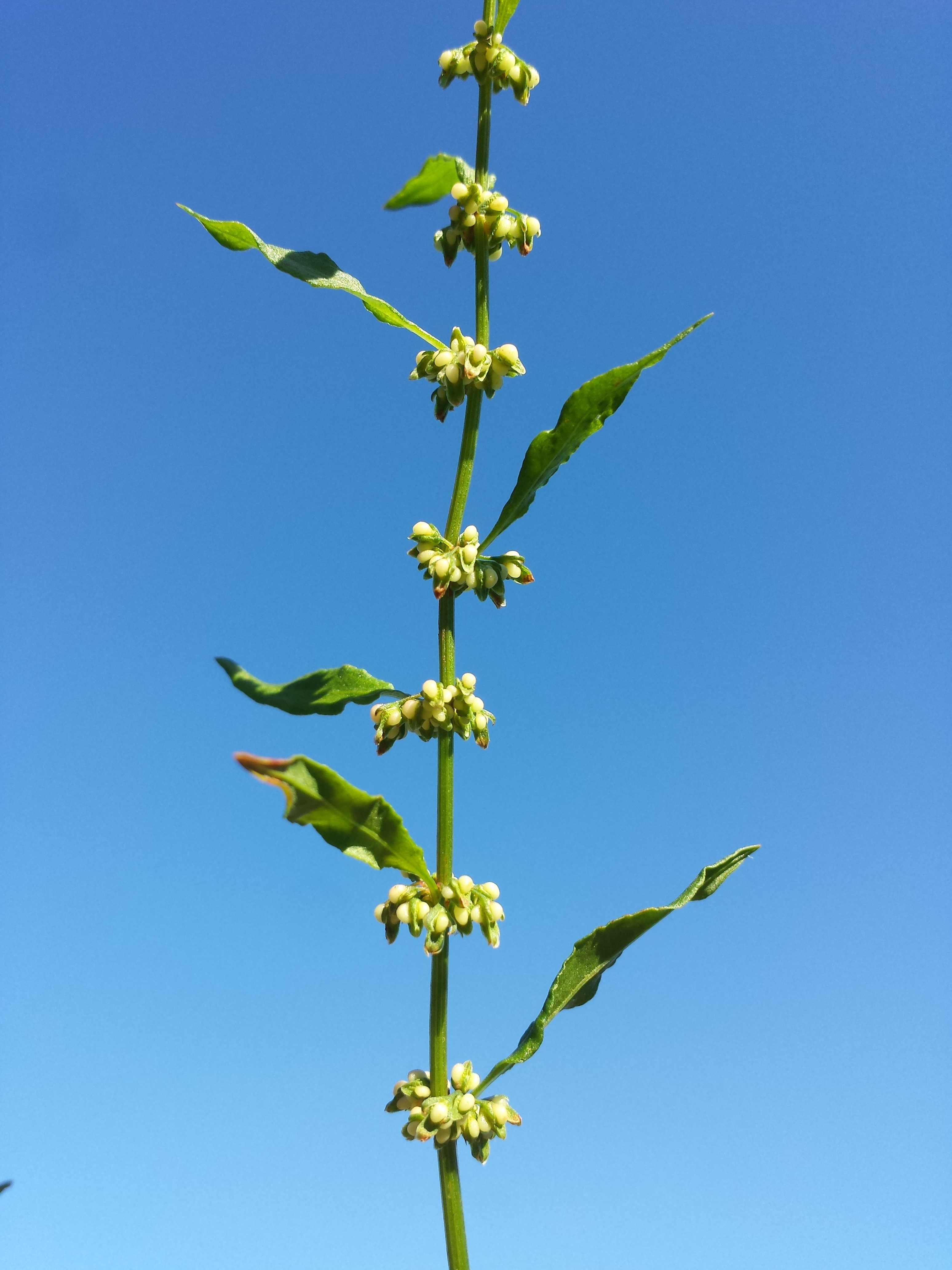
Inflorescència (cima)
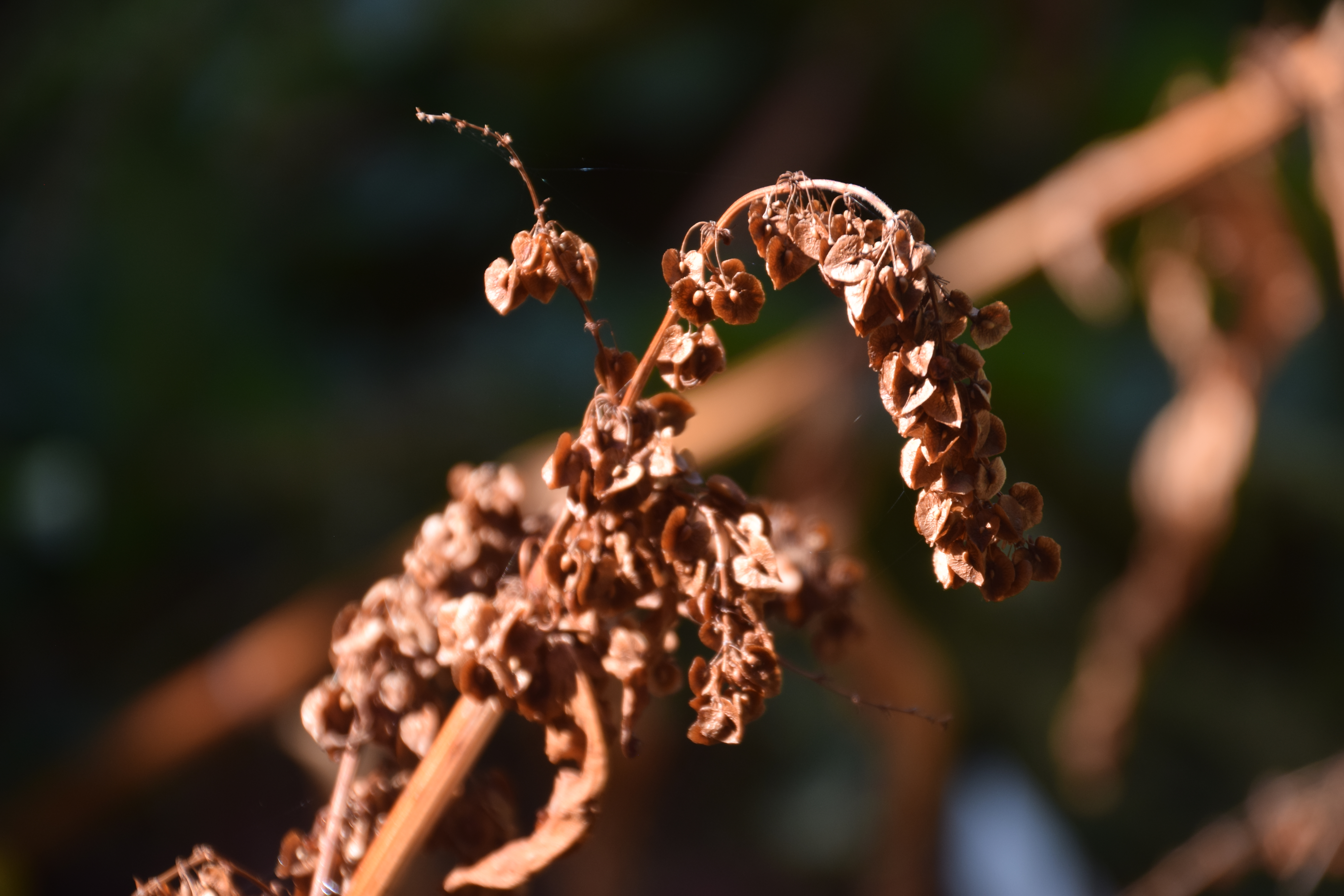
Infructescència
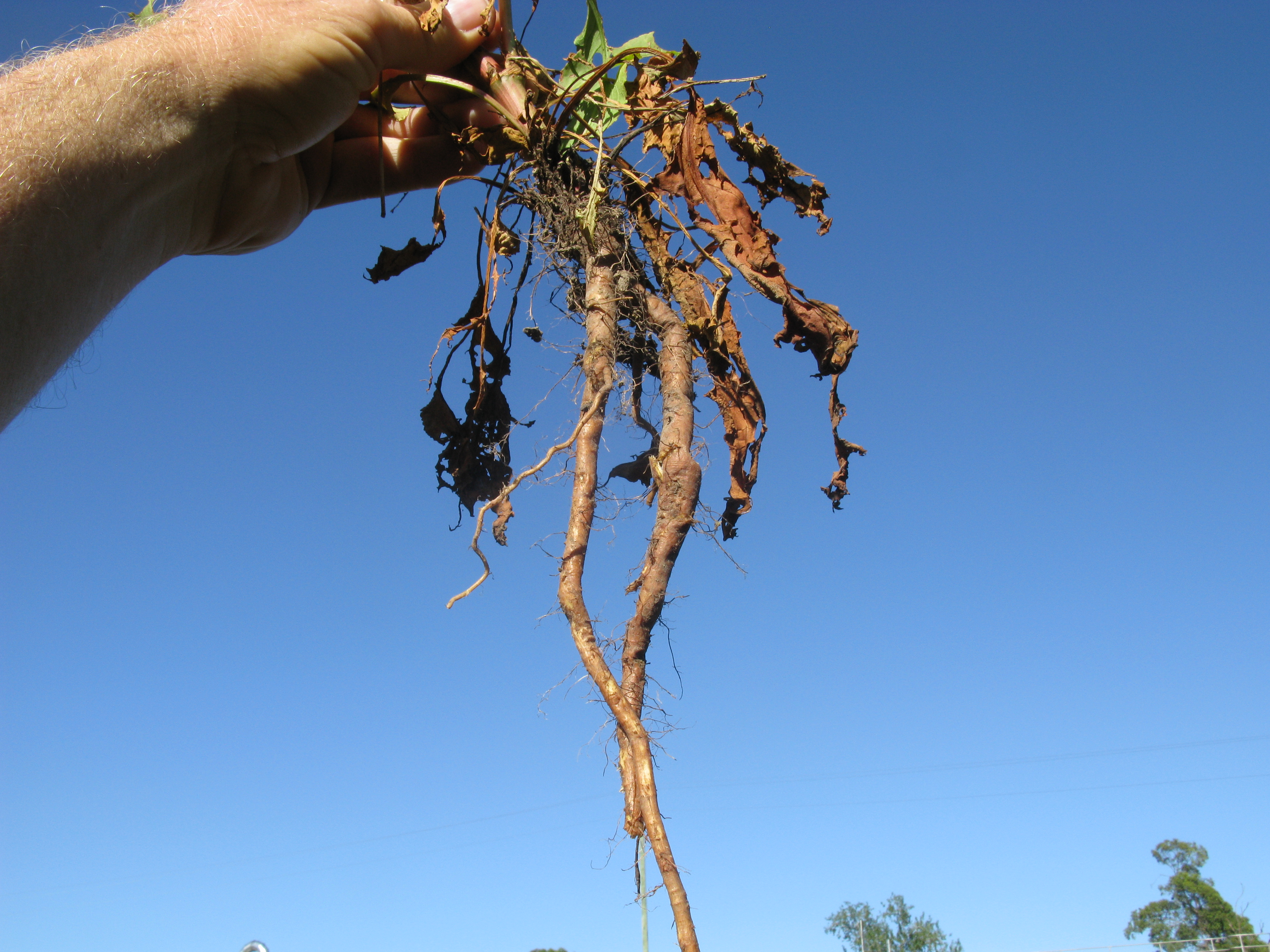
Sistema radicular
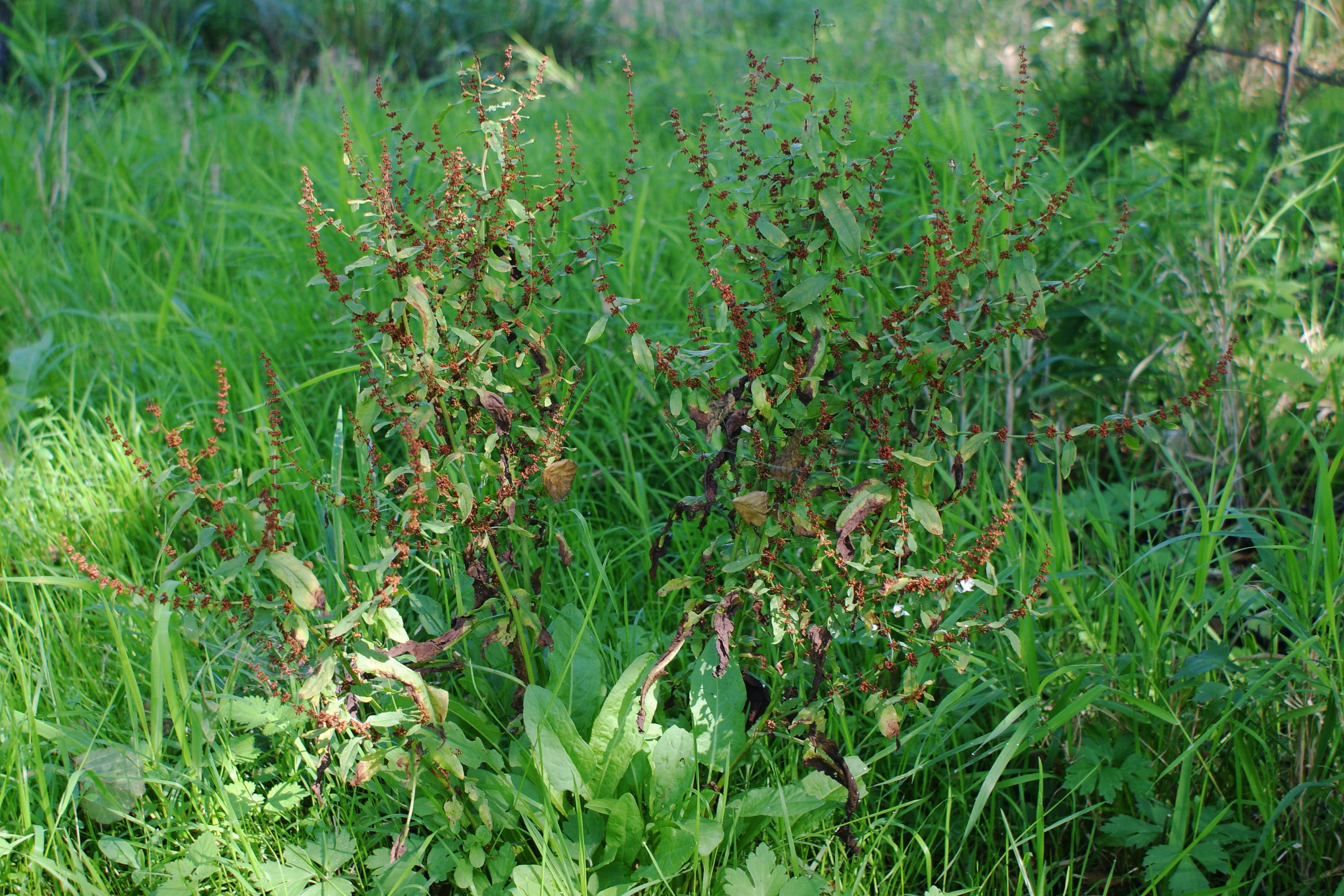
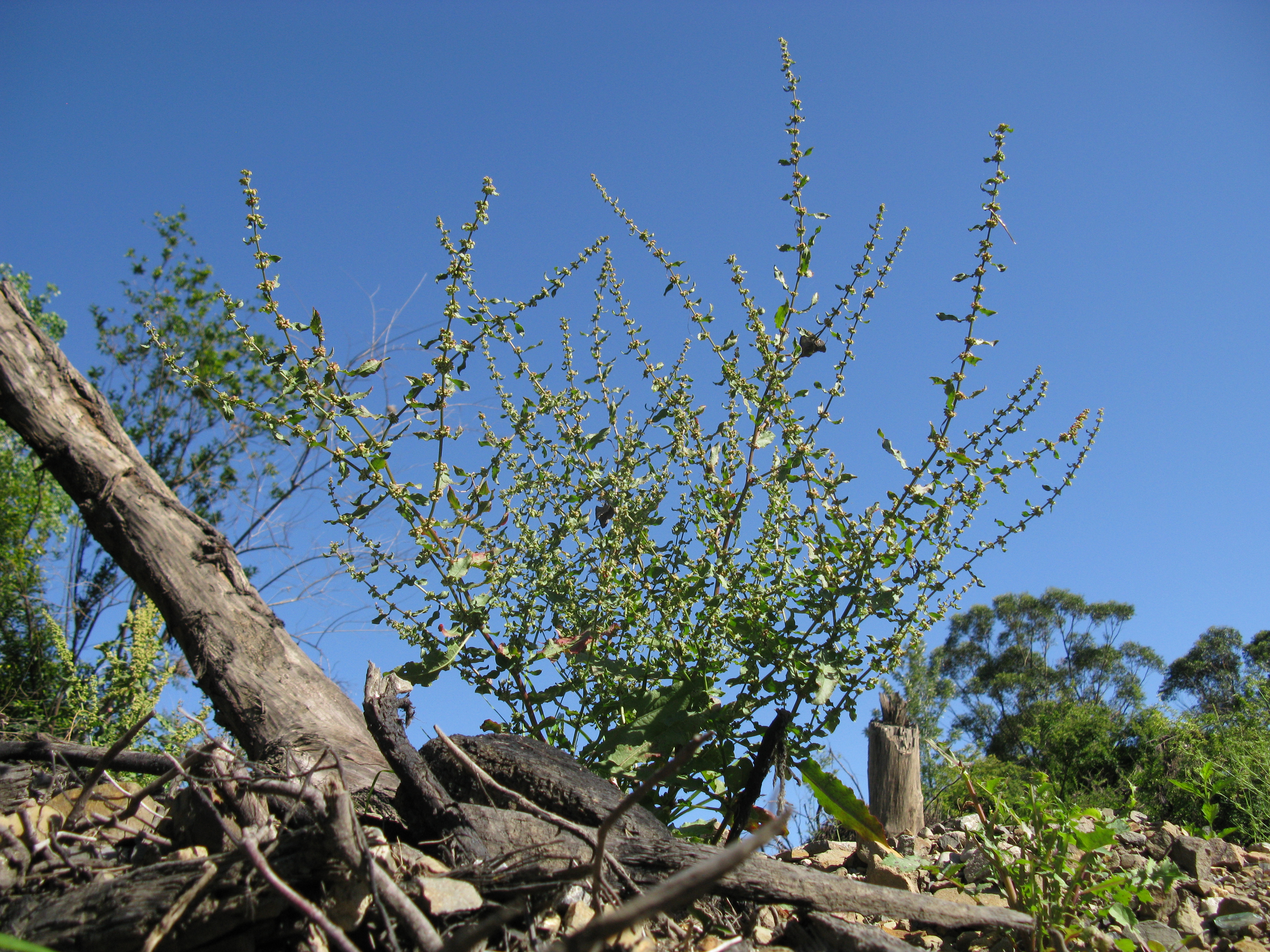
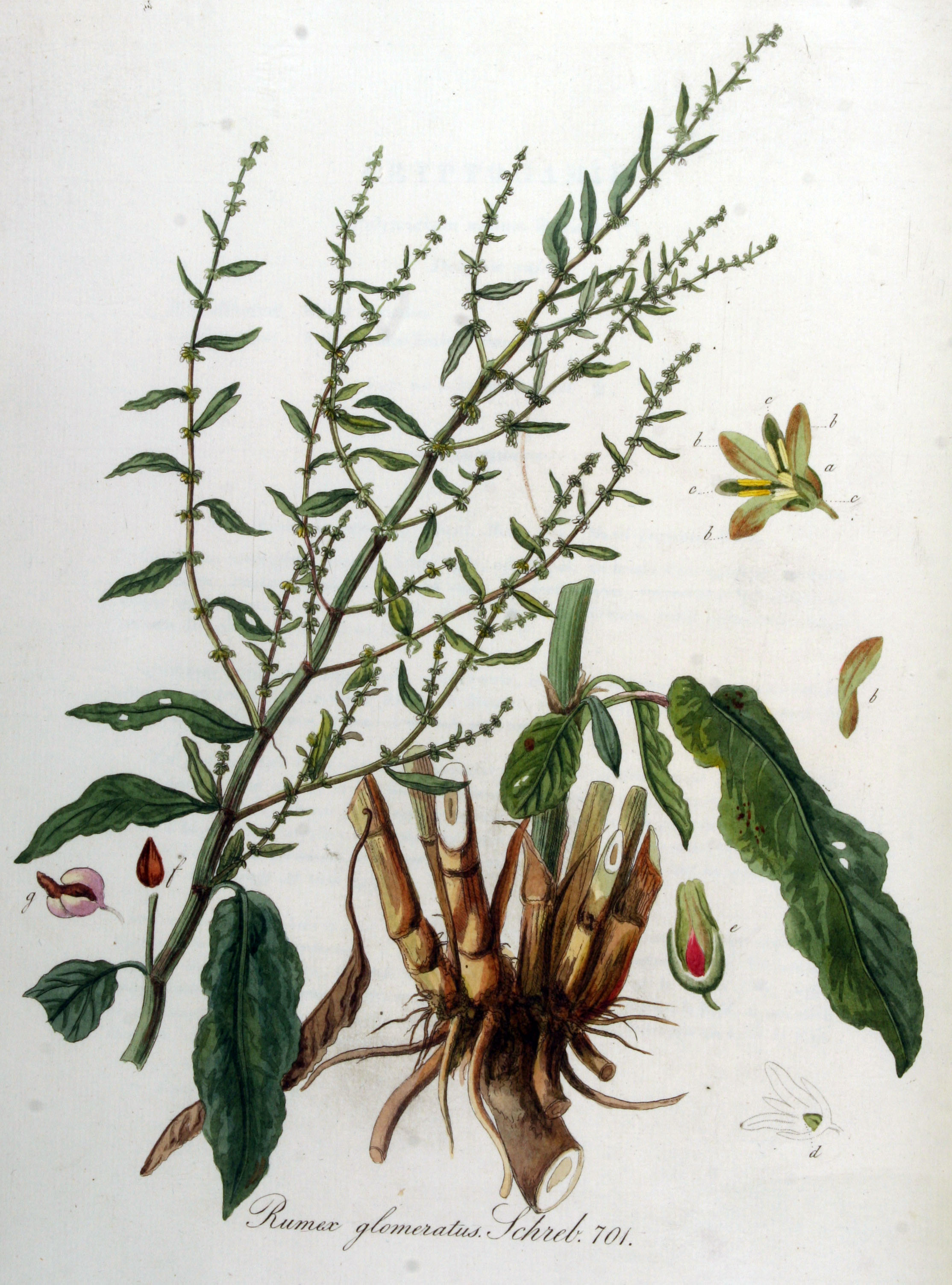
Il·lustració botànica